# Bahnstrecke Riverside–Newton Lower Falls
| Streckenlänge: | 1,9 km               |                               |                               |
| Spurweite: | 1435 mm (Normalspur) |                               |                               |
| Zweigleisigkeit: | –                    |                               |                               |
| |                      |                               |                               |
| Gesellschaft: | zuletzt Penn Central |                               |                               |
| \| \| \| von Boston \| \| \| \| 0,0 \| Riverside MA \| Riverside MA \| \| \| \| \| \| \| \| \| Beginn Stadtbahngleis \| \| \| \| \| nach Newton Highlands \| \| \| \| \| Ende Abstellgleis \| \| \| \| \| Charles River \| \| \| \| \| nach Worcester \| \| \| \| \| Charles River \| \| \| \| \| Interstate 95 \| \| \| \| \| alte Strecke bis 1959 (links) \| \| \| \| \| Pine Grove Avenue \| \| \| \| \| Charles River \| \| \| \| \| MBS (Washington Street) \| \| \| \| 1,9 \| Newton Lower Falls MA \| Newton Lower Falls MA \| |                      |                               |                               |
| Strecke |                      | von Boston                    | von Boston                    |
| ehemaliger Bahnhof | 0,0                  | Riverside MA                  | Riverside MA                  |
| Verschwenkung nach rechts und ehemals nach links |                      |                               |                               |
| Strecke |                      | Beginn Stadtbahngleis         | Beginn Stadtbahngleis         |
| Strecke · U-Bahn-Abzweig ehemals geradeaus, nach links und von links |                      | nach Newton Highlands         | nach Newton Highlands         |
| Strecke |                      | Ende Abstellgleis             | Ende Abstellgleis             |
| Brücke über Wasserlauf · Strecke (außer Betrieb) |                      | Charles River                 | Charles River                 |
| Abzweig ehemals geradeaus und nach rechts · Strecke (außer Betrieb) |                      | nach Worcester                | nach Worcester                |
| Brücke über Wasserlauf (Strecke außer Betrieb) · Strecke (außer Betrieb) |                      | Charles River                 | Charles River                 |
| Strecke mit Straßenbrücke (Strecke außer Betrieb) · Brücke (Strecke außer Betrieb) |                      | Interstate 95                 | Interstate 95                 |
| Verschwenkung von links und von rechts (Strecke außer Betrieb) |                      | alte Strecke bis 1959 (links) | alte Strecke bis 1959 (links) |
| Haltepunkt / Haltestelle (Strecke außer Betrieb) |                      | Pine Grove Avenue             | Pine Grove Avenue             |
| Brücke über Wasserlauf (Strecke außer Betrieb) |                      | Charles River                 | Charles River                 |
| Kreuzung mit U-Bahn (Strecken außer Betrieb) |                      | MBS (Washington Street)       | MBS (Washington Street)       |
| Kopfbahnhof Streckenende (Strecke außer Betrieb) | 1,9                  | Newton Lower Falls MA         | Newton Lower Falls MA         |

Die Bahnstrecke Riverside–Newton Lower Falls ist eine eingleisige, stillgelegte Eisenbahnstrecke in Massachusetts (Vereinigte Staaten). Sie ist zwei Kilometer lang und band den Stadtteil Lower Falls der Stadt Newton an die Bahnstrecke Boston–Worcester an.

## Geschichte
Die Boston and Worcester Railroad baute 1847 die Zweigstrecke von ihrer Hauptstrecke nach Newton Lower Falls, um die dortigen Industriebetriebe anzubinden. Der Verkehr entwickelte sich gut und die Personenzüge fuhren in der Regel von Boston nach Newton Lower Falls durch. 1867 fusionierte die Boston&Worcester mit anderen Gesellschaften zur Boston and Albany Railroad, die auch die Zweigstrecke nach Newton Lower Falls übernahm und fortan betrieb. 1886 eröffnete die Boston&Albany eine Strecke von Riverside nach Newton Highlands und die von Boston kommenden Vorortzüge wurden nun über diese Strecke geleitet. Zwischen Riverside und Newton Lower Falls pendelte ein Zug im Anschluss an Züge der Hauptstrecke. Mit der Übernahme der Boston&Albany 1900 durch die New York Central and Hudson River Railroad (später New York Central Railroad) änderte sich zunächst nur der Eigentümer, die Betriebsführung blieb bei der Boston&Albany.
Die Boston&Albany elektrifizierte die Strecke 1904 und betrieb sie nun mit straßenbahnähnlichen elektrischen Triebwagen. Nach dem Rückgang der Fahrgastzahlen wurden die elektrischen Anlagen 1930 wieder abgebaut und Dieseltriebwagen übernahmen die Beförderungsaufgaben. 1957 wurde der Personenverkehr eingestellt. Zwei Jahre später verlegte die Bahngesellschaft die Strecke, um eine Brücke über den Charles River einsparen zu können. Sie zweigte nun von der Strecke nach Newton Highlands ab, die gleichzeitig in eine Stadtbahn umgebaut wurde. Der Betriebshof dieser Bahn wurde an der Abzweigstelle gebaut. 1968 erfolgte die Fusion der Boston&Albany in das Penn-Central-System, die den Güterverkehr auf der Strecke übernahm. Dieser endete jedoch südlich des Stadtbahnbetriebshofs 1972. Die Stilllegung der Strecke erfolgte 1976. Ein kurzes Streckenstück an der Abzweigstelle blieb als Abstellgleis des Betriebshofs erhalten.

## Streckenbeschreibung
Die ursprüngliche Strecke zweigte südlich des Bahnhofs Riverside jenseits der Brücke der Hauptstrecke über den Charles River aus der Hauptstrecke ab und führte nach Süden. Sie überquerte den Fluss kurz darauf erneut. Die neue Trasse zweigt am heutigen Stadtbahnbetriebshof aus der Bahnstrecke Riverside–Newton Highlands ab und führt südlich des Flusses nach Südwesten, wo sie zunächst einen Autobahnzubringer und dann die Interstate 95 auf Brücken überquert. Die Bahnstrecke führt nun in einem Bogen durch ein Wohngebiet, wo sich an der Pine Grove Avenue ein Haltepunkt befand. Sie überquerte den Charles River erneut und endete in einem Industriegebiet. Das Bahnhofsgelände ist heute ein Parkplatz.

## Personenverkehr
1869 verkehrten auf der Strecke fünf Züge von Boston. 1901, nach der Übernahme durch die New York Central, fuhren an Werktagen 19 und sonntags sechs Zugpaare. Der Verkehr ging nach dem Ersten Weltkrieg merklich zurück und 1945 fuhren montags bis freitags noch vier, samstags zwei Zugpaare. Sonntags ruhte der Personenverkehr.